# U 17 (U-Boot, 1935)
U 17 war ein deutsches U-Boot vom Typ II B, das im Zweiten Weltkrieg von der Kriegsmarine eingesetzt wurde.

## Geschichte
Der Bauauftrag für das Boot wurde am 2. Februar 1935 an die Germaniawerft in Kiel vergeben. Die Kiellegung erfolgte am 1. Juli 1935, der Stapellauf am 14. November 1935, die Indienststellung unter Kapitänleutnant Werner Fresdorf am 3. Dezember 1935.
Das Boot gehörte nach der Indienststellung bis zum 31. Oktober 1939 als Einsatzboot zur U-Flottille „Weddigen“ in Kiel. Nach dem Überfall auf Polen kam es ab dem 1. November 1939 bis zum 30. Juli 1940 zur U-Bootschulflottille, wo es für das Unternehmen Weserübung – die Besetzung Norwegens – noch einmal vom 1. Januar 1940 bis zum 30. April 1940 als Frontboot reaktiviert wurde. Ab dem 1. Mai 1940 wurde es nur noch als Schulboot verwendet. Es kam erst vom 1. Mai 1940 bis zum 28. Februar 1943 zur U-Boot-Abwehrschule und schließlich ab dem 1. März 1943 bis zum 8. Mai 1945 zur 22. U-Flottille der 2. U-Lehrdivision nach Gotenhafen. Beim Herannahen der Roten Armee wurden die Ostsee-Stützpunkte geräumt. U 17 verließ am 28. Januar 1945 Gotenhafen und verlegte nach Wilhelmshaven, wo das Boot im Mai 1945 selbstversenkt wurde.
U 17 unternahm vier Feindfahrten, auf denen unter anderem Minen vor Dover verlegt und zwei Schiffe mit einer Gesamttonnage von 1.615 BRT versenkt wurden.

## Einsatzgeschichte

### Erste Feindfahrt
Das Boot lief am 31. August 1939 um 11:50 Uhr von Wilhelmshaven aus und am 8. September 1939 um 4:30 Uhr dort wieder ein. Auf dieser neun Tage dauernden Minenunternehmung östlich von South Foreland wurden neun Minen gelegt. Am 14. September 1939 ging der kleine britische Frachter Hawarden Castle (210 BRT) an dieser Minensperre verloren.
Am 9. September 1939 verlegte das Boot von Wilhelmshaven nach Kiel.

### Zweite Feindfahrt
Das Boot lief am 29. Januar 1940 um 19:30 Uhr von Kiel aus und am 10. Februar 1940 um 20:15 Uhr in Wilhelmshaven ein. Auf dieser 13 Tage dauernden und zirka 1.200 sm über und 166 sm unter Wasser langen Unternehmung in die Nordsee und an die britische Ostküste wurden keine Schiffe versenkt oder beschädigt.

### Dritte Feindfahrt
Das Boot lief am 29. Februar 1940 um 9:00 Uhr von Wilhelmshaven aus und am 7. März 1940 um 17:30 Uhr wieder dort ein. Auf dieser acht Tage dauernden und zirka 800 sm über und 133 sm unter Wasser langen Unternehmung in die Nordsee und nach Cross Sands wurden zwei Schiffe mit insgesamt 1.615 BRT versenkt:
- 2. März 1940: Versenkung des niederländischen Dampfers Rijnstroom (695 BRT) (Lage) durch einen G7a-Torpedo. Er befand sich auf dem Weg von London nach Amsterdam. Es war ein Totalverlust mit zwölf Toten.
- 5. März 1940: Versenkung des niederländischen Dampfers Grutto (920 BRT) (Lage) durch einen G7e-Torpedo. Er hatte Stückgut geladen und befand sich auf dem Weg von London nach Rotterdam. Es war ein Totalverlust mit 18 Toten.

### Vierte Feindfahrt
Das Boot lief am 13. April 1940 um 22:00 Uhr zum Unternehmen Weserübung von Wilhelmshaven aus und am 2. Mai 1940 um 4:53 Uhr in Kiel ein. Auf dieser 18 Tage dauernden und 1242 sm über und 425 sm unter Wasser langen Unternehmung in der mittleren Nordsee und an der norwegischen Küste konnte am 26. April 1940 die Besatzung eines abgestürzten deutschen Flugzeuges gerettet werden. Schiffe wurden nicht versenkt oder beschädigt.

## Verbleib
Die Außerdienststellung des Bootes erfolgte am 6. Februar 1945. Kurz vor dem Ende des Krieges wurde U 17 gemäß dem lange bestehenden, allerdings von Großadmiral Dönitz am Abend des 4. Mai 1945 aufgehobenen Regenbogen-Befehls am 5. Mai 1945 von seiner Besatzung in der Westkammer der IV. Einfahrt – der sogenannten „Raederschleuse“ – in Wilhelmshaven selbstversenkt. Nach dem Kriegsende wurde das Boot verschrottet.
Während der langjährigen Dienstzeit des Bootes kam keines der Besatzungsmitglieder ums Leben.